# Crawford-Gletscher
Der Crawford-Gletscher ist ein Gletscher im Norden des ostantarktischen Viktorialands. Er fließt von den Osthängen der Explorers Range in den Bowers Mountains in östlicher Richtung zum Lillie-Gletscher, den er südlich des Gebirgskamms Platypus Ridge erreicht.
Der United States Geological Survey kartierte ihn anhand eigener Vermessungen und mithilfe von Luftaufnahmen der United States Navy zwischen 1960 und 1965. Das Advisory Committee on Antarctic Names benannte ihn 1970 nach dem Biologen Douglas I. Crawford, der 1965 auf der Amundsen-Scott-Südpolstation als Bauarbeiter tätig war.